# Bảo tàng Rèn ở Wojciechów
Bảo tàng Rèn ở Wojciechów (tiếng Ba Lan: Muzeum Kowalstwa w Wojciechowie) là một bảo tàng tọa lạc tại làng Wojciechów, xã Wojciechów, huyện Lubelski, tỉnh Lubelskie, Ba Lan. Bảo tàng Rèn ở Wojciechów được thành lập vào năm 1993. Bảo tàng bố trí triển lãm trên tầng cao nhất của Tháp Arian được xây dựng vào thế kỷ 16.

## Triển lãm
Các bộ sưu tập của bảo tàng có tổng cộng gần 1.500 hiện vật có liên quan đến nghệ thuật rèn có nguồn gốc ở Ba Lan và từ nước ngoài. Khách tham quan có thể thấy một lò rèn cũ được trang bị đầy đủ với bếp lò, đe, ống thổi của thợ rèn, và tất cả các công cụ mà người thợ rèn sử dụng trong công việc. Ngoài ra, bảo tàng còn thu thập các vật dụng tiện ích bằng kim loại, bao gồm cuốc, lưỡi hái, liềm, rìu, thiết bị đo chiều dài vành bánh xe, khăn quàng cổ và bừa bằng gỗ. Bảo tàng cũng sở hữu một bộ sưu tập phong phú các tác phẩm nghệ thuật của hàng chục thợ rèn người Ba Lan, Hungary và Belarus. Phần lớn trong số này là các tác phẩm dự thi, được trưng bày trong các Hội nghị Thợ rèn Quốc gia, Hội thảo Thợ rèn Quốc gia và Hội chợ Nghệ thuật Thợ rèn Quốc gia. Hàng năm, hơn 8 nghìn người đến thăm Bảo tàng Rèn ở Wojciechów.